# HP-Schale

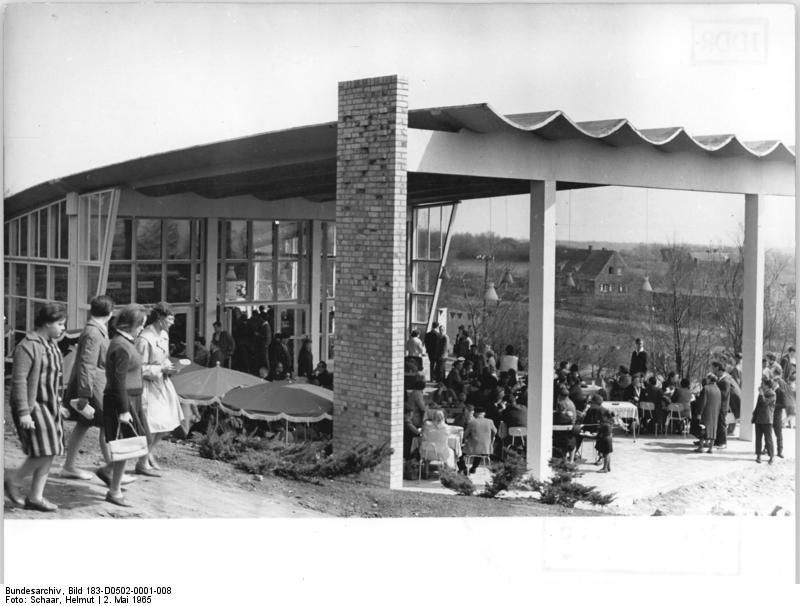
Pavillon am Petersberg bei Halle (1965)

HP-Schalen sind lange, doppelt oder einfach gekrümmte Stahlbetonfertigteile mit der Tragwirkung einer Schale. Sie wurden Mitte der 1950er Jahre weitgehend parallel von dem ostdeutschen Architekt Herbert Müller (1920–1995) und dem westdeutschen Architekt Wilhelm Johannes Silberkuhl  entwickelt. Silberkuhl hatte eine mit Müllers Konstruktion vergleichbare Schale entwickelt und seit 1957 im großen Stil von England bis Italien im Industriebau eingesetzt. Es kam zum Patentstreit von Herbert Müller (Patent 1954) mit Wilhelm Silberkuhl, der sein HP-Schalen-Patent 1956 angemeldet hatte. Man einigte sich 1961, indem Müller auf sein Patent außerhalb der DDR gegen eine Abfindung verzichtete. HP Schalen wurden besonders als selbsttragendes Dachelement verwendet.

## Form

### Einfachgekrümmte HP-Schalen (Typ HPZ)
Die HP-Schalen vom Typ HPZ („Z“ evtl. für „Zylinder“) sind nur in der Querachse gekrümmt und ähneln somit der Form eines aufgeschnittenen Zylinders.

### Doppeltgekrümmte HP-Schalen (Typ HPS)

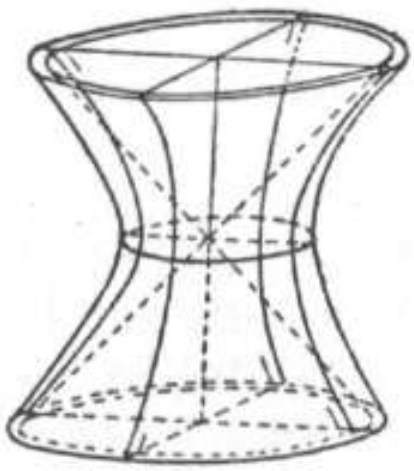
Einschaliges Hyperboloid, die Längsachse der HP-Schale entspricht einem Stück des horizontalen Kreises (Kreisbogen) mit einem Mittelpunktswinkel von nur wenigen Grad

Die Form der doppeltgekrümmten HP-Schalen (Typ HPS, „S“ evtl. für „Steg“) generiert sich aus einem Segment eines einschaligen Hyperboloids. Diese entstehen durch Rotation einer Hyperbel um ihre Nebenachse beziehungsweise durch Rotation einer Geraden um eine zu ihr windschiefen Geraden (Achse), (Bilder dazu unter Rotationshyperboloid). Hierin liegt ein großer Vorteil dieser Form, da man so trotz ihrer doppelten Krümmung mit geraden Bewehrungsstäben arbeiten kann und diese sogar vorgespannt werden können (Spannbeton).

## Unterschied zu Hyparschalen
HP-Schalen werden manchmal mit den Hyparschalen des ebenfalls in der DDR wirkenden Architekten Ulrich Müther (1934–2007) verwechselt. Bei beiden handelt es sich um Schalen aus Stahlbeton, deren Flächen doppelt gekrümmt sind. Hyparschalen haben jedoch die Form eines hyperbolischen Paraboloids. Aber auch bei dieser doppelt gekrümmten Fläche kann man mit geraden Bewehrungsstäben arbeiten. Ein Unterschied ist jedoch, dass die Hyparschalen von Müther vor Ort gegossen werden mussten (Ortbeton), wohingegen es sich bei den HP-Schalen um Stahlbetonfertigteile handelt.

## Anwendung
Herbert Müller (manchmal auch „Schalenmüller“ genannt) arbeitete mit langen doppelt gekrümmten Stahlbetonfertigteilen, die in ihrer Längsrichtung nur sehr leicht gekrümmt waren und so die Form gebogener Halbröhren hatten. Diese legte er nebeneinander zusammen, sodass seine Dächer eine Wellenform bildeten. Im Unterschied zu ebenen Stahlbetonträgern wird hier durch ihre doppelt gekrümmte Form (eine starke vertikale und leichte horizontale Krümmung) eine höhere Knick- und Biegesteifigkeit erreicht und erfordert daher weniger Material.
HP-Schalen wurden in der DDR ähnlich wie VT-Falten als Oberschalen von Kaltdächern oder Tragschichten von Warmdächern eingesetzt, z. B. für Industriehallen, Rinderställe, Kaufhallen, Gaststätten, Gesellschaftsbauten (z. B. Schulen, Schwimmhallen) oder Einfamilienhäuser. Müller konnte damit auch viele Sonderbauten in der DDR ausführen, wie etwa den Pavillon am Petersberg bei Halle.

## Beispiele

### Als Deckenelement

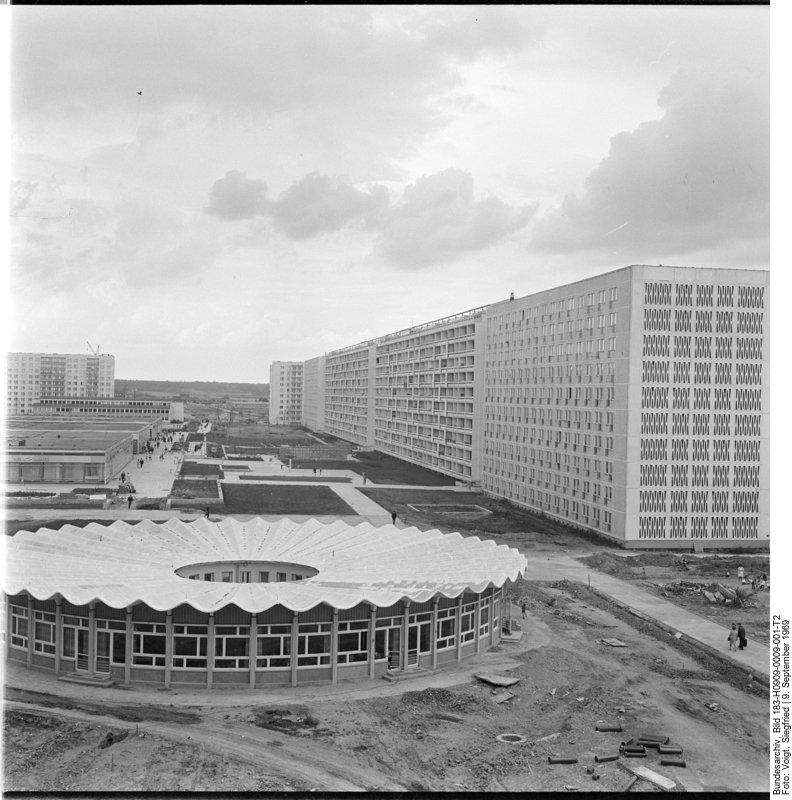
Radialer Delta-Kindergarten in Halle-Neustadt, im Hintergrund Wohnblock 10 (1968)
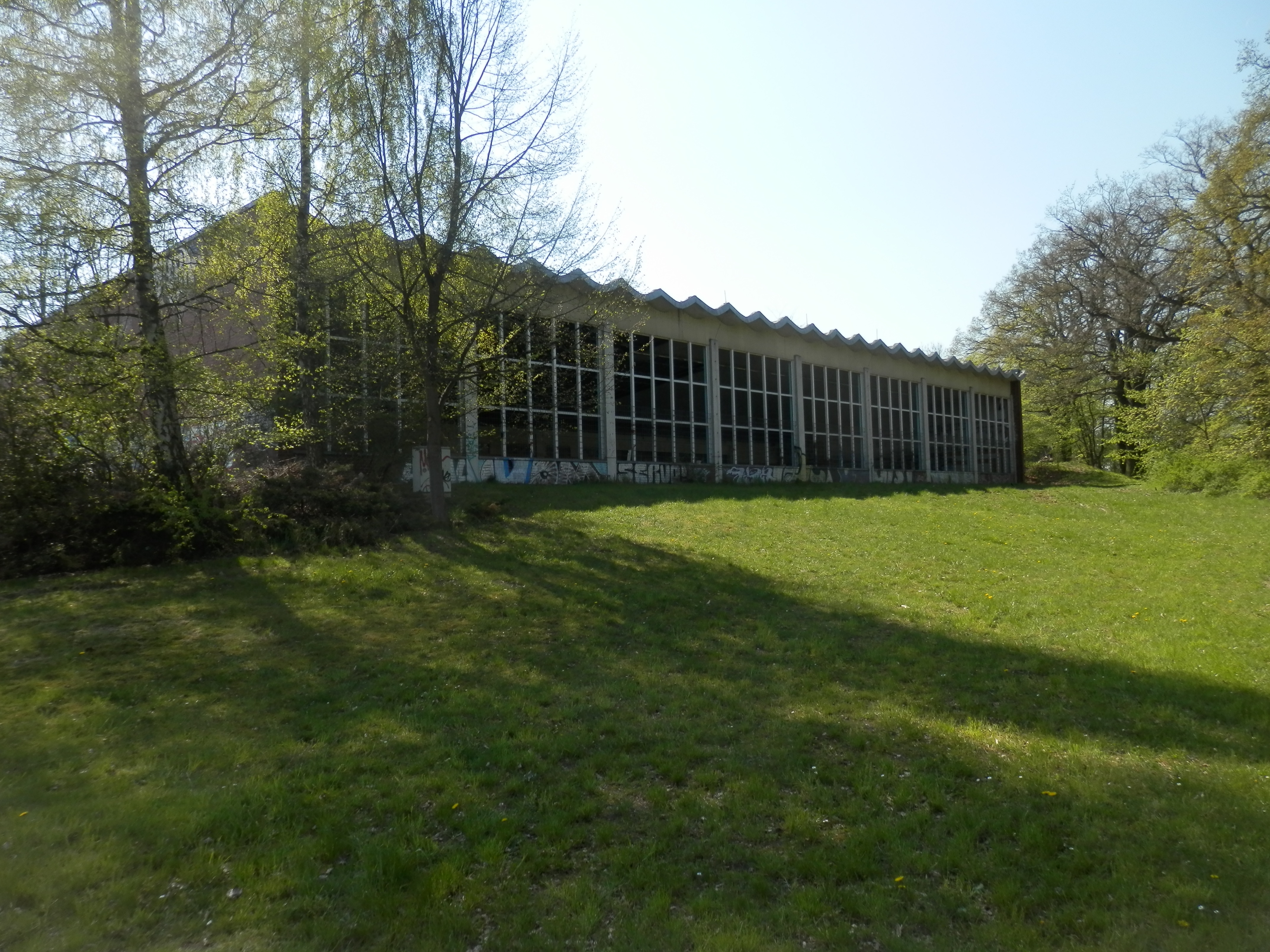
Volksschwimmhalle Lankow in Schwerin (1976)
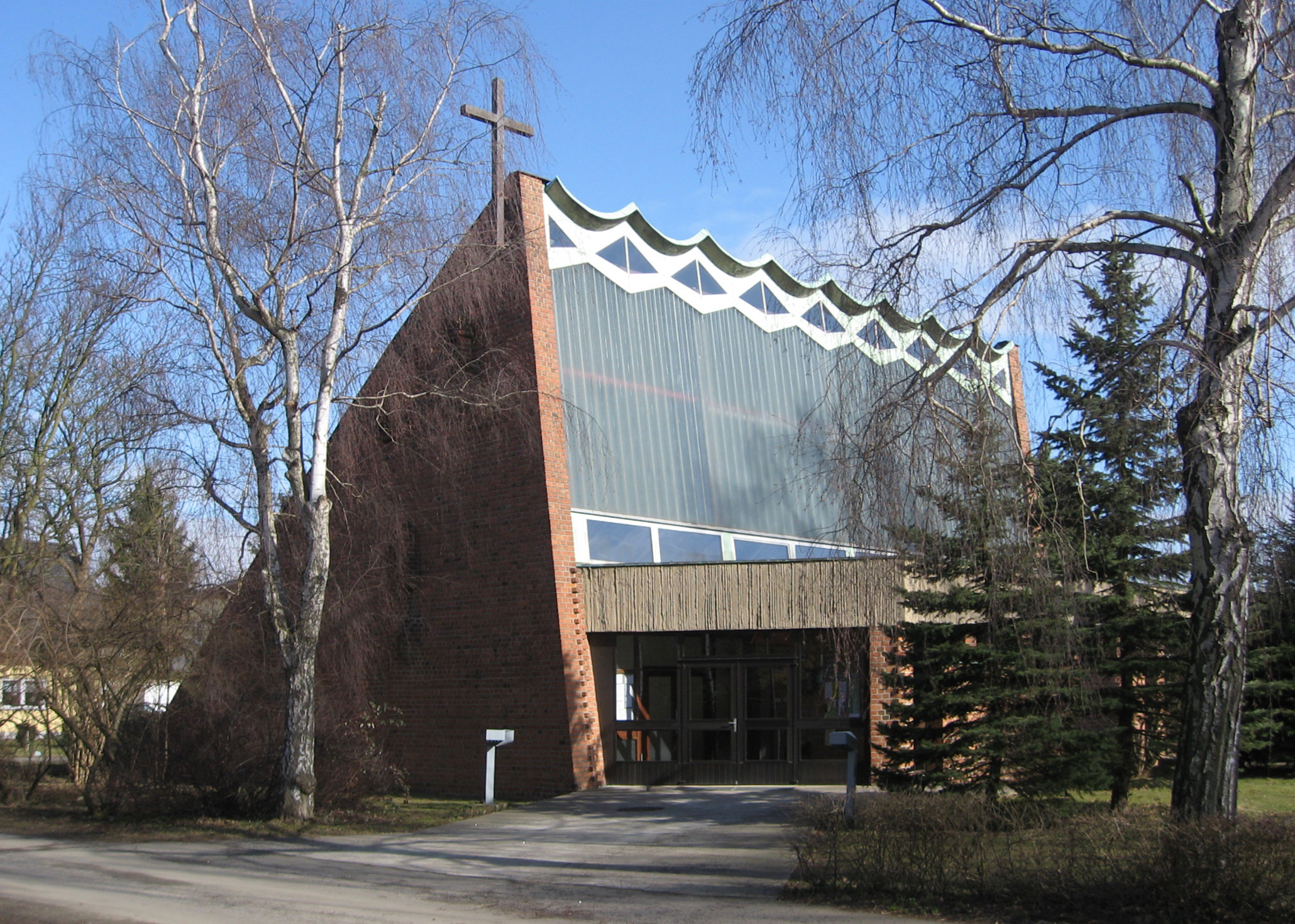
St. Gabriel (Leipzig)

### Als Decken- und Wandelement

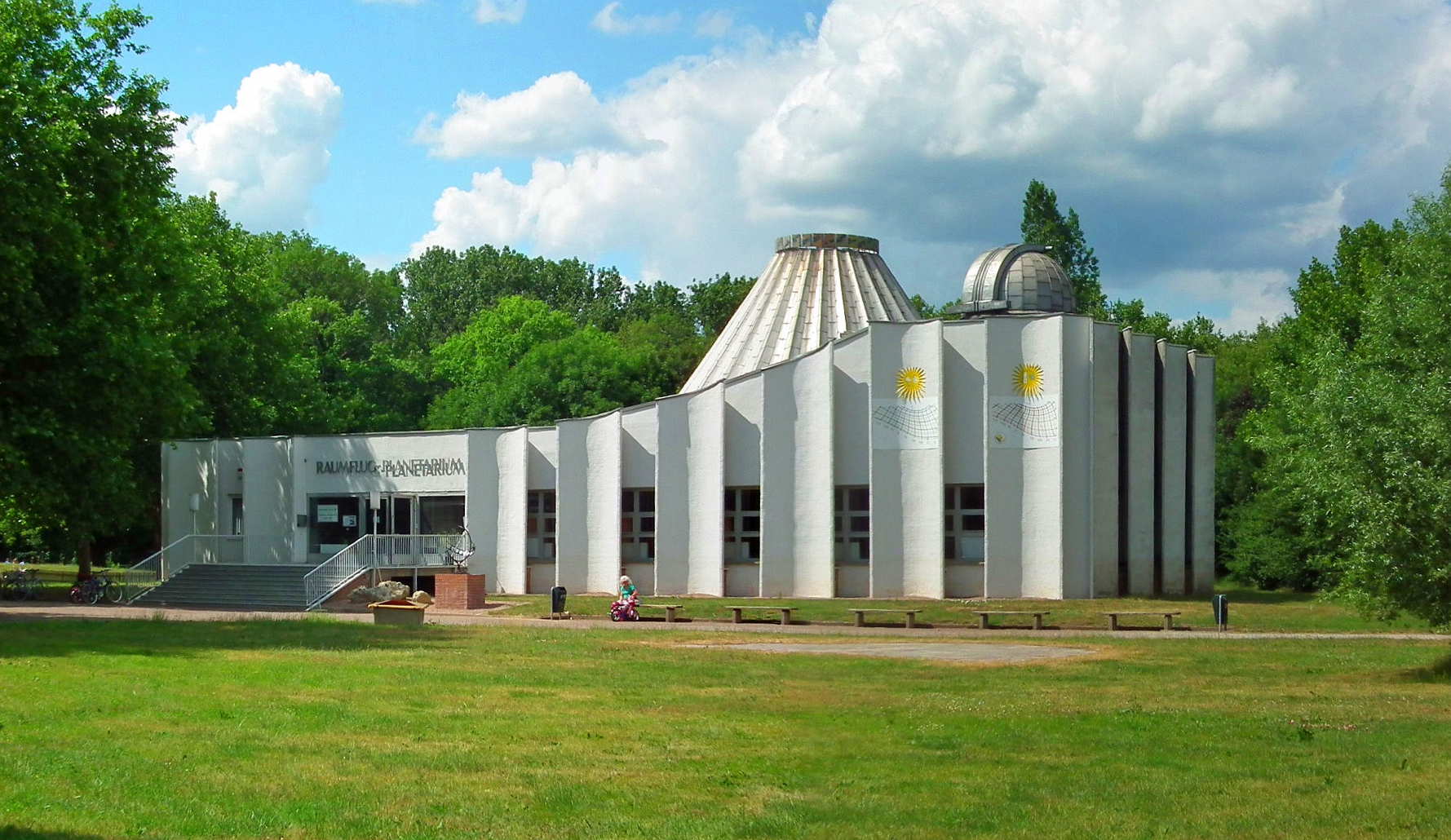
Raumflug-Planetarium „Sigmund Jähn“
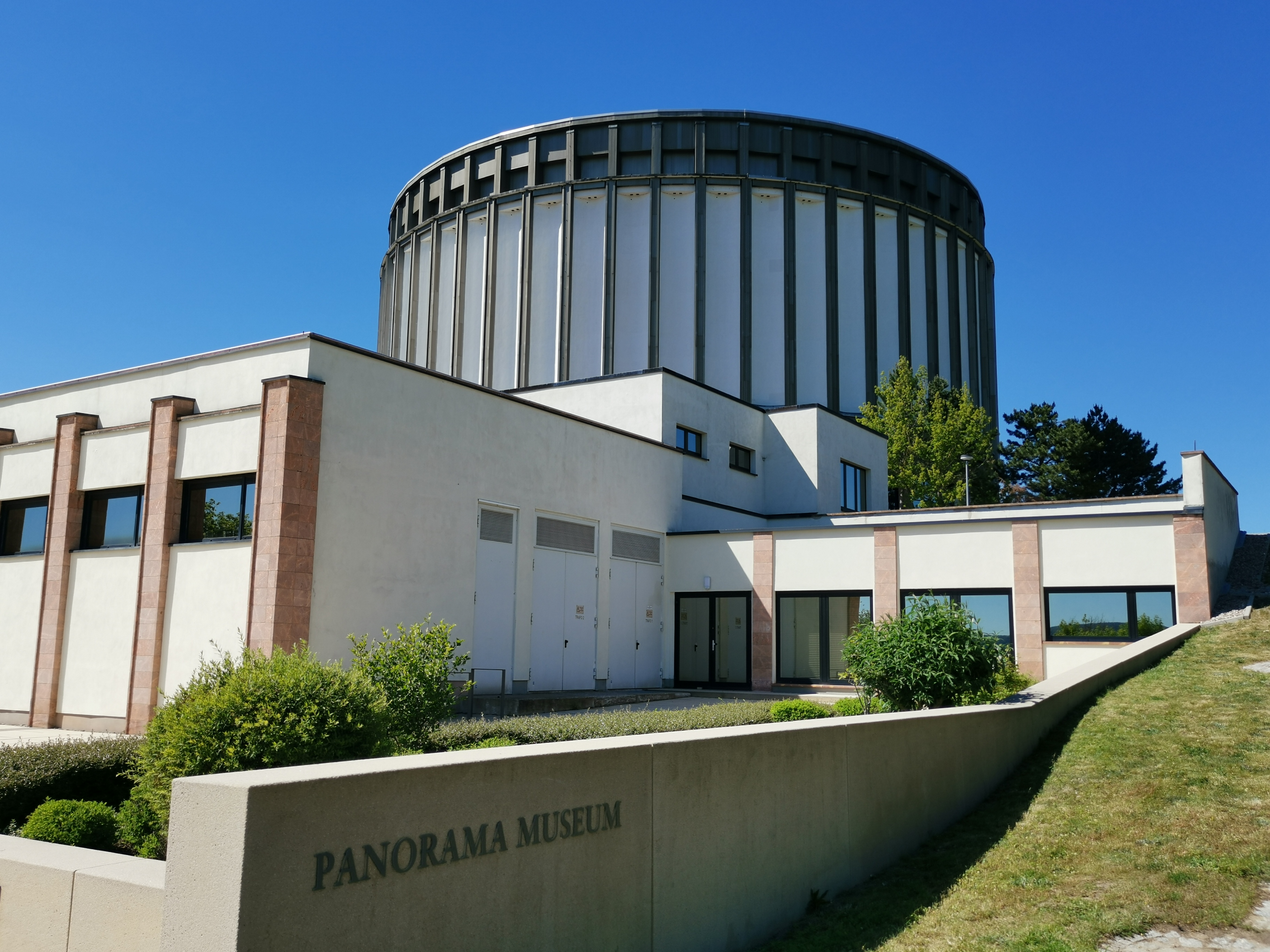
Bauernkriegspanorama

### Als Brückenelement
Eine seltene – weil in diesem Fall nicht für ein Dach – Verwendung von HP-Schalen war eine 45 Meter lange Fußgängerbrücke von Herbert Müller („Blaue Brücke“) in Halle (Saale) nahe dem Riebeckplatz von 1971, deren Brückenteil von drei Halbröhren aus Spannbeton getragen wurde. Das Stadtbauamt entschied sich gegen eine Sanierung der porös gewordenen Betondecke und begann am 5. Oktober 2017 mit den Abrissarbeiten.